# Marexalak
Les Marexalak (« maréchaux-ferrants » en souletin) sont des personnages des mascarades souletines. Ils sont notamment chargés de ferrer le cheval-jupon Zamalzain.

## Description et rôle
Les Marexalak sont des personnages secondaires de la troupe des « Rouges  » (gorriak), les acteurs bien habillés qui représentent l'ordre et la société souletine. Au nombre d'au moins deux, en général trois ou quatre, ils portent un pantalon noir, un béret et une chemise rouges brodés d'or et un plastron blanc. 
Ils revêtent un tablier de cuir et s'équipent d'un marteau et de tenailles quand il s'agit de ferrer le cheval Zamalzain. Cette action symboliserait le domptage d'un animal sauvage pour le rendre apte à une utilisation sociale — et partant plus largement celui de la nature.
|                                        |
| Tablier de cuir, marteau et tenailles. |

|                                                      |
| Danse de barricade de cinq marexalak (Barcus, 2009). |